# ヴォルフガング・シュナイダーハン (軍人)

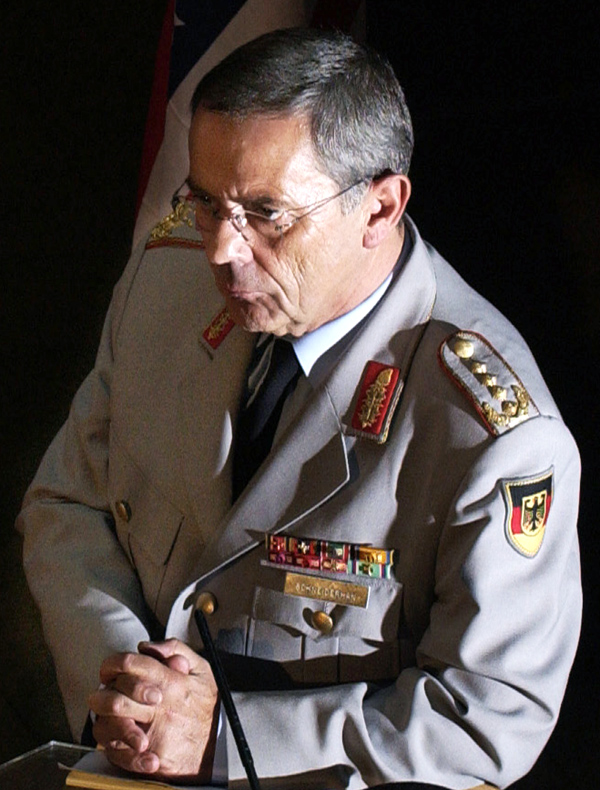
シュナイダーハン（2005年）

ヴォルフガング・シュナイダーハン（Wolfgang Schneiderhan, 1946年7月26日 - ）は、ドイツの軍人。2002年6月27日から2009年11月まで第14代連邦軍総監を務めた。戦後生まれ初の連邦軍総監でもある。

## 経歴
1966年4月、ドイツ連邦軍陸軍に士官候補生として入営し、装甲部隊に配属される。1968年10月に少尉に任官し、1971年4月に中尉に昇進。1972年から1974年まで第10装甲師団で広報官を務める。1974年4月に大尉に昇進。1974年から1977年まで第293装甲大隊で中隊長。1977年から1979年、ハンブルクの連邦軍統帥学校で学び（20期）、卒業後の1979年10月に少佐に昇進。1981年まで参謀局情報部参事。1981年、第55国土防衛大隊大隊長に就任。1982年10月、中佐に昇進。1983年、オランダにある北大西洋条約機構（NATO）中欧軍司令部に異動。1986年、第553装甲大隊長。1988年より1990年まで、第4装甲師団参謀長。その間1989年に大佐に昇進。1990年、モンスにあるNATO司令部に異動し、軍縮部に属する。1992年、連邦軍大学で統帥課程陸軍科長。1994年、エアフルトの第39装甲旅団長に転じ、ドイツ再統一後の事務に当たった。1996年10月に准将に昇進。1997年から1999年まで、国防省部隊統帥参謀局連邦軍計画部長。1999年4月、少将に昇進し、参謀局国防政策・統帥部長。2000年7月、中将に昇進し国防省計画部長に転じる。
2002年7月1日、ルドルフ・シャーピング国防相より第14代連邦軍総監に任命され、同時に大将に昇進。前任者ハラルド・クヤートがNATO軍事委員会議長に転出したことを受けての人事であった。クヤートは国防省計画部長の前任者でもあった。在任中にドイツ連邦軍の定年が二度延長されたことにより、シュナイダーハンの在任期間は7年を超え、ドイツ連邦軍史上最長の総監在任となった。停年の2010年7月31日まで総監職に留まる予定であったが、ドイツ連邦軍が駐留先のアフガニスタンで引き起こした誤爆事件とそれについてのドイツ連邦議会への虚偽報告の責任を取り、2009年12月に総監を辞任し早期退役した。
ドイツ連邦共和国功労勲章一等功労勲章、ドイツ連邦軍名誉勲章金章、アメリカ合衆国レジオン・オブ・メリット勲章、レジオンドヌール勲章など内外の叙勲多数。2009年4月にはホルスト・ケーラー大統領よりドイツ連邦共和国功労勲章大功労十字章を授与された。2017年4月よりドイツ戦争墓地維持国民同盟総裁を務めている。

## 人物・家族
同名のヴァイオリニストヴォルフガング・シュナイダーハンは叔父にあたる。リートリンゲン（バーデン＝ヴュルテンベルク州）に生まれ、同州バート・ザウルガウで育った。1965年にアビトゥーア合格。軍人にならなかったら故郷で国語か歴史の教師になっていただろうと述懐している。家庭裁判所裁判官の夫人との間に三男二女。息子の一人は自殺した。